# Agache SCA
Agache SCA (anciennement Agache SE) est une holding contrôlée par l'homme d'affaires français Bernard Arnault, propriétaire du groupe LVMH, par l'intermédiaire de ses holdings Financière Agache et Christian Dior SE. 
En plus de ses parts dans LVMH et, durant un temps, dans Christian Dior Couture, le groupe détient des participations dans diverses sociétés dont Groupe Carrefour (jusqu'en septembre 2021), Hermès par l'intermédiaire de LVMH, un grand nombre de sociétés à travers L Capital et L Capital Asia (un fonds d'investissement existant jusqu'en 2016), Paprec (à travers la Financière Agache), et Europ@web, une société de capital risque qui propose des services d'incubation d'entreprise aux startups et compagnies en croissance sur le secteur des NTIC. Il est basé à Paris, en France.
Le « Groupe Arnault SE » est l'ancien nom de « Agache SE », la holding de Bernard Arnault, contrôlée par le « Groupe familial Arnault », et anciennement par le holding « Belholding » du financier belge Albert Frère. Le « Groupe familial Arnault » n'est pas une entité juridique, mais l'appellation des intérêts communs de la famille Arnault,. Afin d'assurer la cohérence de la gestion du groupe LVMH, la famille Arnault a regroupé ses intérêts dans un véhicule neutre fiscalement, la Fondation belge Protectinvest.
Agache SE détiendrait également 100 % de Thomas Pink, Les Échos, Investir, Le Journal des Finances, Radio Classique, SID éditions, Connaissance des arts, 8,43 % de Carrefour.
La participation de 50 % dans le château Cheval Blanc, initialement faite en 1998 par le Groupe Arnault SE avec Albert Frère a ensuite été transférée à LVMH en 2009.
En juillet 1999, Groupe Arnault SE a investi 30 millions de dollars dans Netflix, quand le service vidéo à la demande en était à ses balbutiements. L’investissement de Bernard Arnault n’arrive qu’après les trois premières levées de fonds menées par l’entreprise.
En juillet 2021, la holding familiale, de forme « société européenne », est transformée en société en commandite afin de faciliter la transmission au sein de la famille et devient Agache SCA.

## Participations
- Banijay Holding
- Bunt
- Cervinia
- Europ@web
- Kléber Participations
- Goujon Holding SAS
- GA Placements
- Moynat
- Paris FC (52%)
- Sanderson et Sophiz

## Actionnariat
Bernard Arnault a organisé une migration financière vers la Belgique, via la société holding Pilinvest, laquelle détient 31,32 % du capital de Agache SE. La fondation de droit belge Protectinvest est chargée de la pérennité familiale jusqu'en 2023 et de la réduction des frais de succession. Les deux autres principales sociétés financières liées à Agache SCA en Belgique sont LVMH Finance Belgique et Hanninvest.
Le 25 juillet 2016, Pilinvest se scinde en deux entreprises :
- Pilinvest Investissements détenait 6204830 actions Groupe Arnault SE au 31/12/2017 en usufruit viager soit 38,41 % et 100 % de Middleton
- Pilinvest Participations détenant 4279161 actions Groupe Arnault SE au 31/12/2017 en pleine propriété soit 26,49 % du capital.

En août 2020, Agache SCA annonce prendre 27 % du capital de Lagardère Capital & Management, la holding personnelle d'Arnaud Lagardère.